# ایسولینا کاریو
ایسولینا کاری‌یو (اسپانیایی: Isolina Carrillo‎؛ ۹ دسامبر ۱۹۰۷ – ۲۱ فوریهٔ ۱۹۹۶) یک آهنگساز، موسیقی‌دان و خواننده اهل کوبا بود.
از ترانه‌های مشهور او می‌توان به دو گاردنیا در سال ۱۹۴۵ میلادی اشاره کرد که پس از او توسط هنرمندان متعددی بازاجرا شده است.